# Ormskirk
Ormskirk è una cittadina di 23 392 abitanti del Lancashire, in Inghilterra.

## Monumenti e luoghi d'interesse
- Chiesa dei Santi Pietro e Paolo